# 시미즈 다카후미
시미즈 다카후미(일본어: 清水 貴文, 1992년 6월 30일 ~ )는 일본의 축구 선수이다.

## 구단 경력
그는 2015년부터 2017년까지 J리그의 주빌로 이와타, 미토 홀리호크에서 활동하였다.